# Бачманка
Бачманка — деревня в Вологодском районе Вологодской области.
Существительное бачман тюркского происхождения: от араб, badz – 'подать, налог, пошлина' и перс, mand – слова-аффикса, образующего от основ имя деятеля, имя профессии, badzmdnd – 'взиматель пошлины', 'таможенный чиновник'.
Входит в состав Старосельского сельского поселения (с 1 января 2006 года по 8 апреля 2009 года входила в Пудегское сельское поселение), с точки зрения административно-территориального деления — в Пудегский сельсовет.
Расстояние до районного центра Вологды по автодороге — 41 км.
По данным переписи в 2002 году постоянного населения не было.